# Unterseeboot UB-65
Pour les autres navires du même nom, voir Unterseeboot 65.
L'Unterseeboot UB-65 est un sous-marin (U-Boot) allemand de type UB III utilisé par la Kaiserliche Marine pendant la Première Guerre mondiale.

## Conception
Comme tous les sous-marins de type UB III, l'UB-65 avait un déplacement de 508 tonnes en surface et de 639 tonnes en immersion. Ses moteurs lui permettaient de naviguer à 13,3 nœuds (24,6 km/h) en surface et à 8 nœuds (15 km/h) en immersion. Il avait une autonomie de 8420 milles marins (15590 km) à sa vitesse de croisière. L'UB-65 transportait 10 torpilles et était armé d’un canon de pont de 8,8 cm. L'UB-65 avait un équipage pouvant compter jusqu’à 3 officiers et 31 hommes.

## Carrière
Commandé le 20 mai 1916, le U-boot est construit au chantier naval Vulkan Werke à Hambourg, lancé le 26 juin 1917 et mis en service le 18 août 1917, sous le commandement du Kapitänleutnant Martin Schelle.
Au cours de sa carrière, il a participé à six patrouilles de guerre, coulant six navires marchands et en endommageant six autres. Il a également coulé le sloop britannique de classe Anchusa HMS Arbutus.
Le sous-marin a été perdu au large de Padstow, en Cornouailles, le 14 juillet 1918 ou après cette date, avec la perte de ses 37 membres d’équipage.

## Redécouverte
En 2004, une expédition a été organisée dans le cadre de la série télévisée d’archéologie subaquatique Wreck Detectives de Channel 4. Elle avait pour but d’étudier une épave de U-boot jusqu’alors non identifiée qui avait été localisée précédemment à 50° 36′ 40″ N, 5° 00′ 18″ O lors d’une recherche de routine menée par la Royal Navy. L’expédition a confirmé l’identité du bateau comme étant l'UB-65. L’inspection de l’épave par l’archéologue marin Innes McCartney et l’historien des sous-marins allemands Axel Niestlé a prouvé de manière concluante que l’épave était celle de l'UB-65, grâce à l’identification de caractéristiques de conception telles que le type de canon de pont et les numéros d’identification apposés sur l’une de ses hélices. Une inspection de l’épave n’a montré aucune indication évidente qu’une attaque ennemie était la cause de la perte. Cependant cela ne puisse être exclu. L’expert en évaluation des dommages David Manley a déterminé que les dommages causés par une attaque à la grenade anti-sous-marine auraient pu causer la perte du navire par défaillance des systèmes internes et l’inondation de l’intérieur par l’eau de mer, ce qui ne serait pas évident lors d’un examen externe. Les écoutilles arrière étaient ouvertes, ce qui indiquait que certains membres de l’équipage avaient tenté de s’échapper du navire. L’examen des diverses observations de l’épave, ainsi que des observations historiques concernant le contrôle de la profondeur et les difficultés de manœuvre en plongée rencontrées par d’autres bateaux de la classe UB III, a conduit à la conclusion que l'UB-65 a probablement été perdu de cause accidentelle le 14 juillet 1918 (date du naufrage d’un navire portugais dans la région de Padstow) ou après. Les 37 membres de son équipage ont été répertoriés comme perdus.
Ayant été identifiée comme l'UB-65, l’épave a reçu le 1er novembre 2006 le statut de lieu protégé en vertu de la loi de 1986 sur la protection des sépultures militaires.

## Croyances précédentes concernant la perte
L’identification de l’épave du sous-marin de Padstow corrige la version précédemment acceptée de la perte de l'UB-65. Selon les archives officielles de la marine allemande, le bateau a été présumé perdu à la suite de l’explosion prématurée d’une de ses propres torpilles le 10 juillet 1918, au sud des côtes irlandaises.
Selon les archives de l’US Navy, il a été rapporté que le sous-marin américain L-2, alors qu’il revenait d’une patrouille, a observé près de Fastnet Rock ce que le capitaine Paul F. Foster a d’abord pris pour une bouée à l’horizon. En s’approchant, le capitaine Foster découvrit qu’il s’agissait en fait d’un sous-marin allemand, qui ne fut identifié que plus tard comme étant l'UB-65. Il gîtait lourdement en surface, apparemment désemparé. Forster dirigea son sous-marin sur lui, espérant s’aligner pour un tir de torpille. Mais avant qu’il ne puisse le faire, le U-Boot désemparé a été déchiré par une énorme explosion. L'UB-65 s’est dressé sur sa proue et a coulé. Il n’y a pas eu de survivants et aucun corps n’a jamais été retrouvé. Le bruit de petites hélices et d’un dispositif de signalisation sous-marine a pu être entendu pendant un court moment après l’explosion. La cause de l’explosion n’était pas connue.

## Allégations de hantise
L'UB-65 fait l’objet de nombreuses histoires d’un fantôme, dont on dit qu’il s’agit du commandant en second, le lieutenant Richter, qui a été tué lorsqu’une torpille a explosé au début de la carrière du sous-marin. En effet, la construction du navire a été marquée par des catastrophes, notamment l’asphyxie de trois membres d’équipage par des vapeurs de diesel dans la salle des machines et l’écrasement de deux autres par la chute d’une poutre. Alors que l'UB-65 était testé pour vérifier sa navigabilité, l’un des membres de l’équipage a été emporté par-dessus bord alors qu’il inspectait les écoutilles. Il n’a jamais été revu. Au cours de la première plongée d’essai de l'UB-65, une fissure s’est produite dans un réservoir de ballast, provoquant le naufrage du sous-marin au fond de la mer. L’équipage n’avait aucun moyen de renouveler l’oxygène dans le navire, mais après 12 heures, l’équipage a finalement réussi à remonter le sous-marin à la surface. Ces incidents ont peut-être donné lieu à la croyance parmi l’équipage que le navire était maudit. Comme personne ne voulait monter à bord ou être affecté sur le navire, on pense que la marine impériale allemande a appelé un prêtre à bord pour exorciser le navire,,. Dans son livre « Tales of Real Haunting », Tony Allan cite « Selon une source, l’officier américain a cru voir quelqu’un sur le pont juste avant que l'UB-65 ne coule. C’était un personnage vêtu d’un pardessus d’officier allemand, debout près de la proue, les bras croisés. Si l’on peut en croire cela, le lieutenant Richter a peut-être fait une dernière apparition. »
Selon les chercheurs George Behe et Michael Goss, les histoires de hantise de l'UB-65 ont été inventées par le journaliste Hector Charles Bywater, qui a écrit sur le sujet. Ils ont supposé que Bywater était un bon conteur d’histoires qui avait inventé certaines de ses références, comme un pamphlet d’après-guerre écrit par un « Dr Hecht ». Behe et Goss ont conclu que « les documents officiels rendent extrêmement difficile de croire que l'UB-65 était hanté... La responsabilité de cette légende  ressemblant à une rumeur dans tous ses détails dramatiques ne peut être retracée avec certitude avant Hector C. Bywater.

## Affectations
- V Flottille : du 30 septembre 1917 au 18 avril 1918
- IIe flottille : du 18 avril au 14 juillet 1918

## Commandants
- Kapitänleutnant Martin Schelle[11] : du 18 août 1917 au 14 juillet 1918

## Navires coulés
| Date             | Nom                    | Nationalité    | Tonnage | Destin.   |
| ---------------- | ---------------------- | -------------- | ------- | --------- |
| 31 octobre 1917  | Margrete               | Danemark       | 1277    | Endommagé |
| 12 décembre 1917 | Bellville              | Suède          | 992     | Coulé     |
| 12 décembre 1917 | Charleston             | United Kingdom | 1866    | Coulé     |
| 14 décembre 1917 | Nor                    | Norvège        | 1418    | Coulé     |
| 16 décembre 1917 | HMS Arbutus            | Royal Navy     | 1290    | Coulé     |
| 2 mars 1918      | Havna                  | Norvège        | 1150    | Coulé     |
| 4 mai 1918       | Pensilva               | United Kingdom | 4316    | Endommagé |
| 5 mai 1918       | Pandora                | United Kingdom | 85      | Endommagé |
| 5 mai 1918       | M. J. Hedley           | United Kingdom | 449     | Endommagé |
| 8 mai 1918       | Elizabetta             | United Kingdom | 335     | Endommagé |
| 8 mai 1918       | Thoralf                | Danemark       | 586     | Coulé     |
| 13 mai 1918      | Esperanza De Larrinaga | United Kingdom | 4981    | Endommagé |
| 14 juillet 1918  | Maria Jose             | Portugal       | 185     | Coulé     |